# Worthington (Missouri)
Worthington – wieś w Stanach Zjednoczonych, w stanie Missouri, w hrabstwie Putnam.